# Little Axe

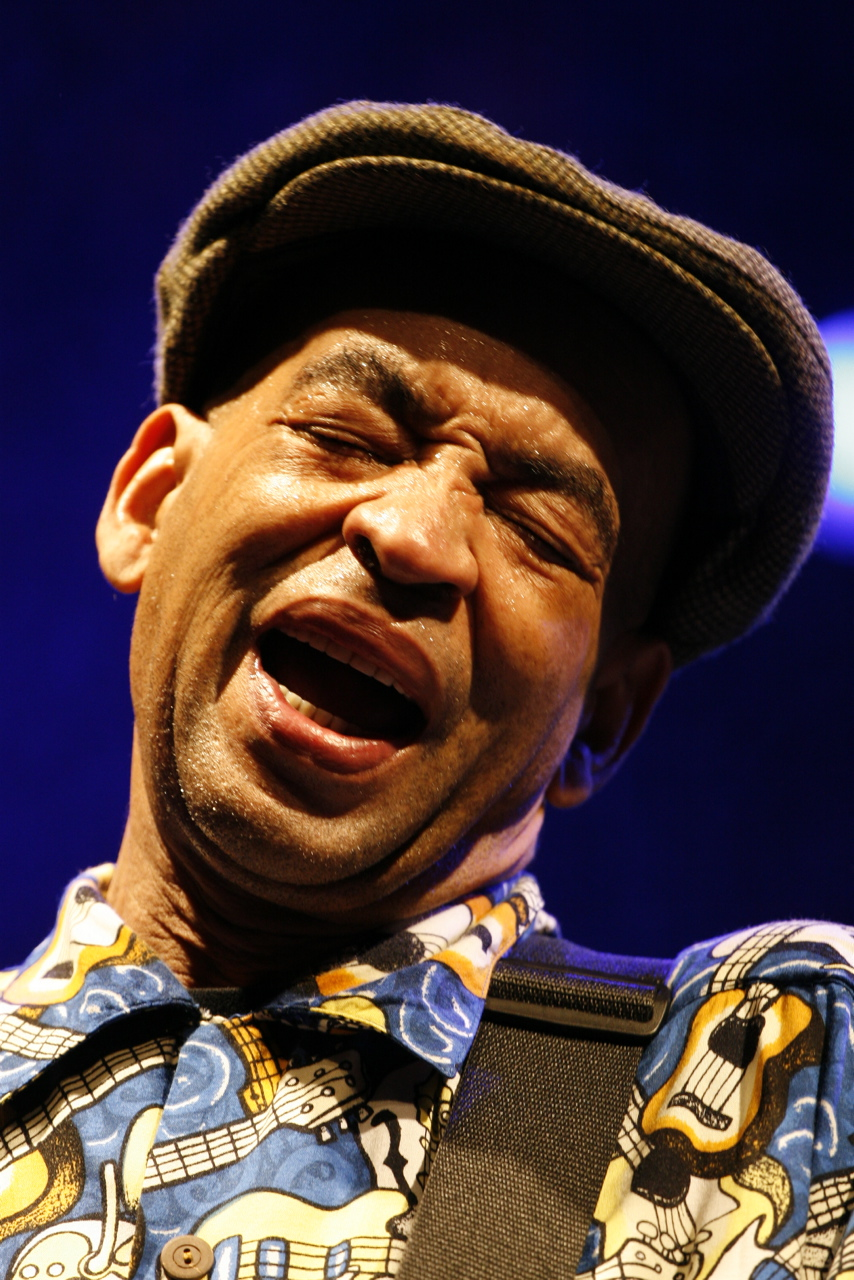
Little Axe (2006)

Skip McDonald (* September 1949 in Dayton, Ohio, USA als Bernard Alexander) ist ein US-amerikanischer Musiker, der auch unter dem Künstlernamen Little Axe auftritt.

## Biografie
McDonald erlernte die Bluesgitarre mit acht Jahren von seinem Vater, einem Stahlarbeiter, der an den Wochenenden Bluesmusik spielte. Er verbrachte seine Jugend damit, Jazz, Doo Wop und Gospel zu spielen, und zog schließlich als Teenager mit seiner Gruppe von Freunden, die sich „The Entertainers“ nannten, nach New York City.
McDonald gründete 1973 mit dem Bassgitarristen Doug Wimbish und dem Schlagzeuger Harold Sargent die Gruppe „Wood Brass & Steel“. Die Gruppe nahm vor ihrer Auflösung 1979 zwei Alben auf. Anschließend wurde McDonald Teil der Hausband von Sugarhill Records und spielte als Session-Musiker bei vielen frühen Rap-Aufnahmen, darunter The Message von Grandmaster Flash & the Furious Five.
Nachdem er Sugarhill verlassen hatte, machte er Aufnahmen mit Afrika Bambaataa, James Brown und Sinéad O’Connor. McDonald, Wimbish und der Schlagzeuger Keith LeBlanc begannen eine Zusammenarbeit mit dem Produzenten Adrian Sherwood und formten das Trio schließlich zur Industrial/Dub-Gruppe „Tackhead“, zunächst mit Gary Clail und später Bernard Fowler. McDonald arbeitete auch bei anderen Projekten mit Sherwood zusammen, darunter Alben von African Head Charge und Mark Stewart.
In den 1990er Jahren begann McDonald das Projekt „Little Axe“ und ging vom Hip-Hop zu einer Form des Blues über, die sich aus einer Reihe musikalischer Einflüsse speist, darunter Gospel, Rock, Reggae und Funk. Er arbeitet kontinuierlich als Studiomusiker, nimmt sowohl seine eigenen Blues-Alben auf und spielt weiterhin als Gast auf den Alben anderer Künstler auf.